# Soiernspitze
Die Soiernspitze ist mit 2257 m ü. NHN der höchste Gipfel der Soierngruppe im bayerischen Karwendel. Der Gipfel ist entweder vom Seinsbachtal oder von den Soiernhäusern an den Soiernseen als unschwierige Bergtour erreichbar. Der Gratweg zur Schöttelkarspitze erfordert Trittsicherheit.